# Diwigdi Valiente
Diwigdi ("Diwi") Valiente es un activista por el clima indígena del pueblo Guna en Panamá. Trabaja en la comunicación de  los efectos del cambio climático y el aumento del nivel del mar en su comunidad, que vive principalmente en las islas costeras de Guna Yala. Fundó la organización "Burwigan", que significa "niños" en kuna para defender a la comunidad e invitar artistas para que ayuden a documentar los efectos en la comunidad. También es un defensor del turismo sostenible, y abrió un albergue en 2018.
Es hijo de Aresio Valiente López, abogado ambientalista. Se crio principalmente en la Ciudad de Panamá.
El periódico El País hizo un perfil sobre él en 2019. La Prensa lo nombró uno de los 10 principales futuros líderes de Panamá en 2020.